# Mariano Severo Balcarce
Mariano Severo González Balcarce (Buenos Aires, 8 de noviembre de 1807 – Brunoy, 20 de febrero de 1885) fue un diplomático y médico argentino, quien se casó con Mercedes Tomasa de San Martín y Escalada, hija del libertador de América, José de San Martín.

## Biografía
Mariano Severo Balcarce nació en Buenos Aires, hijo del general Antonio González Balcarce, triunfador de Suipacha y de Dominga Francisca Buchardo. De profesión médico, desempeñó una amplia carrera en el campo de la política, llegando a ser designado Embajador de Argentina ante Francia, remplazando al anterior representante Juan Bautista Alberdi y años más tarde, el mismo cargo diplomático ante el Reino de España. Una de sus más importantes tareas fue la "misión Balcarce": el 18 de mayo de 1863, el presidente Bartolomé Mitre, lo designó enviado extraordinario y ministro plenipotenciario para negociar con el representante de España las modificaciones o aclaraciones al tratado celebrado en Madrid el 9 de julio de 1859 entre la antigua Confederación Argentina y España, con el fin de hacerlo extensivo y obligatorio a toda la República Argentina.
Durante su estadía en Francia en el año 1832, mientras cumplía sus funciones diplomáticas, tuvo la privilegiada tarea de atender al general José de San Martín y a su hija Mercedes Tomasa de San Martín y Escalada, quienes habían enfermado de cólera. Luego de tratarlos por varios meses, Mariano se casó con Mercedes (el 13 de diciembre de 1832) y de esta relación nacieron las dos únicas nietas del General San Martín: Josefa Dominga Balcarce y María Mercedes Balcarce.
Luego de su retiro como diplomático, se trasladó a la pequeña localidad de Brunoy, cerca de París, donde falleció a los 77 años el 20 de febrero de 1885.
El 13 de diciembre de 1951, los restos de Mercedes Tomasa de San Martín, Mariano Balcarce y María Mercedes Balcarce recibieron definitiva sepultura en un monumento fúnebre especialmente construido en la Basílica de San Francisco, de la ciudad de Mendoza, la tierra donde nació la hija del Libertador.